# Комаров Микола Анатолійович
Микола Анатолійович Комаров (нар. 23 серпня 1961, Запоріжжя) — український спортсмен, веслувальник, заслужений майстер спорту, срібний призер літніх Олімпійських ігор 1988 року. 

## Біографія
Народився 23 серпня 1961 року в м. Запоріжжя. 
З 1979 року мешкає в м. Херсон. Освіта вища, закінчив Миколаївський педагогічний інститут, тренер—викладач.
Заслужений майстер спорту (1985). Виступав за ФСТ «Динамо» (Херсон).
Тренери – Олег Волощук і Георгій Волощук.

## Спортивні досягнення
- 1983 — переможець Кубка СРСР. (двійка)
- 1985 — чемпіон світу  (вісімка).
- 1986 — срібний призер чемпіонату світу (вісімка).
- 1987 — срібний призер чемпіонату світу (четвірка).
- 1984 — чемпіон СРСР (двійка). 1985-1987 (вісімка)
- 1984 — переможець «Дружба - 84» ( Москва, вісімка),
- 1985 — переможець регати в Швейцарії.
- 1986 — переможець Королівської регати (Голландія).
- 1987 — переможець Королівської регати (Велика Британія).

На XXVI Олімпійських ігор 1988 року у Сеулі з академічного веслування у став срібним призером у складі чоловічої вісімки (Веніамін Бут, Андрій Васильєв, Віктор Дідук, Олександр Думчев, Павло Гурковський, Олександр Лук'янов — стерновий, Віктор Омельянович, Василь Тиханов).
Нагороджений Почесною грамотою Президії Верховної Ради УРСР (1988), медаллю «За трудову відзнаку». 